# Pat Rice
Patrick James „Pat” Rice (Belfast, 1949. március 17. –) északír labdarúgó és edző.A A Brit Birodalom Rendje lovagrend tulajdonosa.

## Játékoskarrier
Londonban, a Gillespie úton dolgozott kisegítőként egy zöldségesnél, majd ezután kezdődött el játékoskarrierje. A jobbhátvéd 1964-ben érkezett ifistaként az Arsenal csapatához. Az első tétmérkőzésére az ágyúsoknál 1967. december 5-én került sor a Burnley együttese ellen a Ligakupában.
A robusztus játékos az Arsenal csapatánál eltöltött 17 évének nagy részében csapatkapitány volt. Az első csapatnál töltött 16 év során egyszer lett angol bajnok, 5 FA-kupa-döntőben játszott, amelyből kettőt meg is nyertek. Ezenkívül 1970-ben sikerült elhódítania az UEFA-kupát az Arsenallal. 1980-ban már levezetésként átigazolt a Watford csapatához. Az újdonsült csapatával feljutott az angol első osztályba. 1984-ben fejezte be aktív pályafutását. Az északír labdarúgó-válogatott színeiben 49 alkalommal lépett pályára.

## Edzői karrier
1984 után, miután befejezte aktív karrierjét, visszatért az Arsenal csapatához.Az egyik északír ifjúsági csapat edzője lett az ágyúsoknál. Velük kétszer is elhódította az FA Youth Cup nevű serleget. 1996 szeptemberében rövid ideig az első csapat edzője volt, miután a korábbi edzőpáros, Stewart Houston és Bruce Rioch lemondott posztjáról. Rice három bajnoki mérkőzésen ülhetett edzőként a kispadon – ezeket mind megnyerte, valamint egy Borussia Mönchengladbach elleni UEFA-kupa-meccsen is ő irányította a csapatot. Miután Arsène Wenger átvette az ágyúsok csapatát, Rice a francia asszisztense lett. Segédedzőként négy alkalommal zsebelhette be az FA kupát, háromszor az angol bajnoki címet és kétszer lett Community Shield-győztes. 

## Betegség
2013. november 28-án az Arsenal megerősítette azokat a híreket, miszerint Pat Rice rákkal küzd és kezelésnek vetették alá.

## Sikerei
Játékosként
- angol bajnok (Arsenal) (1971)
- FA-kupa-győztes (Arsenal) (1971, 1979)
- UEFA-kupa-győztes (Arsenal) (1970)

Edzőként vagy segédedzőként
- FA Youth Cup-győztes (Arsenal) (1988, 1994)
- angol bajnok segédedzőként (Arsenal) (1998, 2002, 2004)
- FA-kupa-győztes segédedzőként (Arsenal) (1998, 2002, 2003, 2005)
- angol szuperkupa-győztes segédedzőként (Arsenal) (2002, 2004)

## Fordítás
Ez a szócikk részben vagy egészben  a   Pat Rice című német Wikipédia-szócikk ezen változatának fordításán alapul.  Az eredeti cikk szerkesztőit annak laptörténete sorolja fel. Ez a jelzés csupán a megfogalmazás eredetét és a szerzői jogokat jelzi, nem szolgál a cikkben szereplő információk forrásmegjelöléseként.